# Танський Володимир Іванович
Володи́мир Іва́нович Та́нський (10 березня 1929 — 22 вересня 2011) — радянський російський ентомолог, засновник школи із вивчення взаємин комах і рослин в агроценозах. Доктор біологічних наук, професор.

## Біографія
Володимир Іванович Танський народився 10 березня 1929 року в Ялті (нині АР Крим, Україна).
Основні життєві віхи:
1948—1953 — студент біолого-ґрунтознавчого факультету, кафедра зоології безхребетних Воронезького державного університету
1953—1956 — аспірантура Всесоюзного інституту захисту рослин (ВІЗР), Ленінград
1956—1964 — молодший науковий співробітник ВІЗРу
1959 — захист кандидатської дисертації: «Пшеничный трипс в областях освоєння цілинних і перелогових земель у Північному Казахстані».
1964—1971 — старший науковий співробітник ВІЗРу
1971—1994 — керівник лабораторії шкідливості комах (згодом — агробіоценології) ВІЗРу]
1984 — захист дисертації: «Біологічні основи шкідливості комах».
1988 — здобув вчене звання «професор» за спеціальністю «Ентомологія»
1995—2008 — головний науковий співробітник ВІЗРу
В. І. Танський помер 22 вересня 2011 року в Санкт-Петербурзі.

## Наукова діяльність
Основна сфера досліджень В. І. Танського — дослідження агроценозів як екосистем із використанням методів системного аналізу. Він розробив ефективну методику визначення економічного порогу шкідливості комах. Це допомогло у створенні систем інтегрованого захисту зернових. Його праці сприяли запровадженню принципів та методів екології у землеробство.
13 його учнів здобули науковий ступінь кандидата сільськогосподарських наук, троє стали докторами наук.
В. Танський обіймав посаду заступника голови постійної комісії по інтегрованому захисту рослин Східнопалеарктичної секції Міжнародної організації з біологічної боротьби із шкідливими тваринами і рослинами. Він входив до складу Президії Руського ентомологічного товариства.

## Основні праці
- Танский В. И. Вредоносность насекомых и методы её изучения (обзорная информация). М., 1975. — 68 с.
- Танский В. И. Методические указания по разработке экономических порогов вредоносности насекомых. Л., 1977. — 16 с.
- Танский В. И. Экономические пороги вредоносности насекомых и их роль в защите растений. Информ. бюл. ВПС МОББ. 1981, № 4, с. 46—86.
- Танский В. И. Биологические основы вредоносности насекомых. ВАСХНИЛ, ВИЗР, М.: Агропромиздат, 1988. 180 с.
- Танский В. И. Биоценотический подход к интегрированной защите растений от вредных насекомых // Энтомологическое обозрение, 1997, т. 76, вып. 2, с. 251—264.